# Виразка (роман)
Виразка (фр. La Plaie) — науково-фантастичний роман французької письменниці-фантастки Наталі Еннеберг (у низці джерел повідомляється, що він був написаний письменницею в авторстві з чоловіком Шарлем Еннебергом, який помер за 5 років до виходу в світ роману). Уперше роман надрукований у 1964 році у паризькому видавництві «Hachette». У романі описується боротьба людства у майбутньому з абсолютним злом, яке представлено у формі епідемії, яке може знищити не лише життя на Землі, а й у цілому Всесвіті.

## Сюжет роману
Дія твору відбувається у ХХХ столітті (у пролозі роману, який фактично частково описує його фінальну частину, дія відбувається в 3000 році). Земля захоплена представниками терористичного угрупування, яких називали Темними, яке на своїх прапорах і розпізнавальних знаках пише слово «Морок», убиває практично все живе, не гребуючи навіть жінками, дітьми, старими, та навіть імператором Землі та його родиною, а також убиває тих, хто робить спроби евакуюватися з Землі. Представники терористичної організації роблять напади на поселення землян і на інших планетах, а також навіть на органи влади інших планет. Фактично єдиною надією Землі залишилась група людей-мутантів, які мають телепатичні, телекінетичні та інші надприродні здібності. До цієї групи входили досвідчений вчений Іван Морозов, дівчата Талестра Новак і Віліс, а також космпопілот Айрт Рег. Значну частину роману займають розповіді про те, яким був шлях її головних героїв до формування цієї групи, а також роздуми Морозова про причини появи явища, яке він вважає психічним захворюванням. Сам учений розповідає про подібні явища в минулому Землі, зокрема в період Чуми Юстиніана та Чорної смерті в XIV столітті, коли також психіка значної частини людей зазнала впливу невідомого походження, що привело до сильних потрясінь у житті тогочасного суспільства, та загибелі багатьох людей. Учений вважав, що це явище походить з іншого виміру, та періодично з'являється на Землі, а перемогти його можна тільки шляхом вигнання з нашого виміру. Інші троє молодших членів групи — Талестра, Віліс та Айрт — пройшли свій шлях до боротьби із позавимірним злом через втрату своїх рідних, зокрема Айрт Рег втратив свою родину після нападу земних терористів на космічну станцію, де він жив з батьками і сестрою, а Талестра і Віліс втратили своїх рідних під час спроби евакуюватися з Землі. Після формування свого наукового звіту про причини виникнення цього явища Іван Морозов за допомогою інших мутантів переміщується на планету Сигма в системі Арктура, де живуть дуже багато переселенців із Землі, на якій зустрічає Айрта Рега, та просить його передати свій звіт землянину Інгмару Керролу, який командує космічною ескадрою Сигми. Айрт Рег має намір передати цей звіт Керролу на балу випускників космічної академії Сигми, де знайомиться із заступником Керрола Валераном Єврафриканським, який є також спадковим земним принцем. Валеран має намір провести Айрта до Керрола, проте в момент, коли адмірал виходить до гостей, на нього роблять замах, після якого йому вдається залишитися живим. Але, оскільки до адмірала після замаху не допускали сторонніх осіб, то Валеран пообіцяв віддати адміралу звіт власноруч, чого так і не зробив. Натомість він сказав Айрту, що адмірал не прийняв цю доповідь, вважаючи її вигадкою вченого. Після цього Айрт вирішує покинути Сигму на напівпіратському космічному кораблі, та починає самостійну боротьбу з Темними. Під час цієї боротьби йому вдається укомплектувати екіпаж з утікачів із Землі, та навіть вилікувати кількох осіб, які потрапили під вплив Темних.
Поступово корабель Айрта прямує до Безодні Лебедя, де зустрічається з Морозовим, Вілліс і Талестрою. Одночасно Валеран Єврафриканський також прямує у цей район на сигмійському кораблі-госпіталі. Там уся група накінець зустрічається, причому Вілліс стає названою сестрою Айрта, а Талестра називає себе Айртовою нареченою. Група надалі продовжує боротися проти темних, та визволяти полонених. Проте після висадки на одній із планет Айрта заарештовують за піратство за звинуваченням від Темних. Валеран Єврафриканський тим часом повертається на Сигму. Айрта етапують на Сигму, де його на суді визнають винним у піратстві, та засуджують до смертної кари. Ще раніше Айрт, відчуваючи свій зв'язок із іншими членами групи, які мають парапсихічні властивості, хоче зрозуміти, чи є в нього такі властивості, але не знаходить відповіді на своє питання. Тим часом Талестра і Вілліс, які також прибули на Сигму, шукають спосіб визволити Айрта. Вони проникають у сигмійський Центр мутацій, де знайомляться з двоюрідною сестрою Валерана Астрід, яку для врятування особистості перетворили на біоробота, яка повідомляє, що Айрт може змінювати простір, і він є найнебезпечнішим із групи для Темних, оскільки він може змінювати виміри, тому саме в ньому криється ключ до знищення Темних. Далі Талестра на запрошення Валерана прибуває до його помешкання, де стикається з його матір'ю, яка повідомляє, що він з дитинства заражений Темними, та є найбільшою причиною бід Сигми. тим часом на Сигмі розпочинають приземлятися бойовики Темних, які відразу ж атакують центр мутацій, та вбивають адмірала Інгмара Керрола. Проте Талестра проникає до Валерана, та отримавши визнання від нього про його зраду Сигми, вбиває Валерана його ж зброєю. Тим часом Айрт за допомогою телепатичних підказок Вілліс визволяється з ув'язнення, та знаходить Вілліс, яка розповідає йому, які він має властивості, та повідомляє, що саме вона, а не Талестра. кохає його. Айрт за допомогою своїх властивостей знищує час і простір, у який прибули Темні на Сигму, та визволяє Всесвіт від Темних.

## Критика
За словами французьких літературних критиків, завдяки своїй іноді надмірній ліричності, епічному стилю, та його бароковій і фантазійній поезії роман є зразком «вибухової космічної опери». Його зазвичай вважають найвдалішим твором письменниці, та одним із найвдаліших французьких романів жанру космічної опери.